# Dolní Václavov
Dolní Václavov (1880 Dolní Vildgrub, 1921–1948 Dolní Velkruby; německy Niederwildgrub či Nieder Wildgrub) je část obce Václavov u Bruntálu v okrese Bruntál. Nachází se na jihu Václavova u Bruntálu. Prochází zde silnice I/11.
Dolní Václavov je také název katastrálního území o rozloze 13,7 km2.

## Historie
První písemná zmínka o obci pochází z roku 1405.

### Vývoj počtu obyvatel
Počet obyvatel Dolního Václavova podle sčítání nebo jiných úředních záznamů:
| Rok            | 1869 | 1880 | 1890 | 1900 | 1910 | 1921 | 1930 | 1950 | 1961 | 1970 | 1980 | 1991 | 2001 |
| -------------- | ---- | ---- | ---- | ---- | ---- | ---- | ---- | ---- | ---- | ---- | ---- | ---- | ---- |
| Počet obyvatel | 587  | 564  | 545  | 541  | 544  | 509  | 479  | 211  | 138  | 185  | 109  | 130  | 147  |

1. ↑  z toho: 2 Čechoslováků, 477 Němců; 477 řím. kat., 1 evang.

V Dolním Václavově je evidováno 59 adres : 57 čísel popisných (trvalé objekty) a 2 čísela evidenční (dočasné či rekreační objekty). Při sčítání lidu roku 2001 zde bylo napočteno 51 domů, z toho 38 trvale obydlených.

## Pamětihodnosti
- Kostel Neposkvrněného Početí P. Marie je kulturní památka ČR.[7]
- Socha sv. Jana Nepomuckého